# Adenocaulon
Adenocaulon  es un género  de plantas con flores en la familia de las asteráceas. Comprende 8 especies descritas y de estas, solo 5 aceptadas.

## Taxonomía
El género fue descrito por William Jackson Hooker y publicado en Botanical Miscellany 1(1): 19–20, pl. 15. 1829. La especie tipo es: Adenocaulon bicolor Hook.		

## Especies aceptadas
A continuación se brinda un listado de las especies del género Adenocaulon aceptadas hasta julio de 2012, ordenadas alfabéticamente. Para cada una se indica el nombre binomial seguido del autor, abreviado según las convenciones y usos.
- Adenocaulon bicolor Hook.
- Adenocaulon chilense Less.
- Adenocaulon himalaicum Edgew.
- Adenocaulon lyratum S.F.Blake
- Adenocaulon nepalense M.Bittmann